# Hardtner, Kansas
Hardtner là một thành phố thuộc quận Barber, tiểu bang Kansas, Hoa Kỳ. Năm 2010, dân số của xã này là 172 người.